# Мигас
Ми́гас (исп. migas; испанское произношение: [ˈmiɣas]) — название блюда испанской кухни, существенно отличающегося от одноимённого блюда кухни текс-мекс. В переводе на русский migas означает «крошки».

## Испанское блюдо мигас
Мигас — традиционное блюдо испанской кухни. Раньше его ели на завтрак с остатками хлеба или тортилий, сейчас же мигас стал модным первым блюдом, подаваемым на завтрак и обед в ресторанах Испании. Некоторые исторические источники связывают корни этого блюда с североафриканским кус-кусом.
Ингредиенты мигас различны в разных провинциях Испании. В Эстремадуре это блюдо включает в себя замоченный в воде вчерашний хлеб, чеснок, стручковый перец, оливковое масло, а также содержит шпинат или люцерну; часто подаётся с жареными свиными рёбрышками. В Теруэле, Арагон, мигас включает в себя свиные колбаски чоризо и бекон, и часто подаётся с виноградом.
В Ла-Манче, migas manchegas требует более тщательного приготовления, но содержит в основном те же продукты, что и арагонский мигас.
В Андалусии мигас часто едят по утрам на скотобойнях и подают с тушёным мясом, включая свернувшуюся кровь, печень, почки и другие субпродукты, остающиеся после забоя свиньи, овцы или козы. Мигас часто готовят на открытом огне или углях.

## Мигас в кухне текс-мекс
В кухне текс-мекс мигас — традиционное блюдо на завтрак, состоящее из омлета, смешанного с полосками кукурузной тортильи.
Это блюдо по традиции едят во время Великого Поста, его постный вариант состоит из омлета, обжаренного в масле с полосками кукурузных тортилий, порезанными луком, перцем чили, свежими томатами, и сыром, с добавлением различных специй и приправ (например, соусами сальса, пико-де-гайо). Мигас обычно подаётся с пережаренными бобами, а также кукурузными или мучными тортильями, в которые заворачивают все остальные ингредиенты tacos.
Существует также вариант мигаса, подаваемый с добавлением к обычным ингредиентам пряного чоризо. Полоски тортилий иногда обжаривают до хрустящего состояния.